# Провоторов Віталій Петрович
Віталій Петрович Провоторов (29 серпня 1926, село Нижні Луб'янки, тепер Волоконівського району Бєлгородської області, Російська Федерація — 2000, Російська Федерація) — радянський профспілковий діяч, секретар ВЦРПС. Депутат Верховної ради Російської РФСР 8—9-го скликань. 

## Життєпис
З 1943 до 1946 року навчався у Воронезькому технікумі залізничного транспорту за спеціальністю технік-електрик.
З 1946 до 1951 року — студент Ленінградського технологічного інституту харчової промисловості за спеціальністю інженер-механік.
Член ВКП(б) з 1950 року.
У 1951—1952 роках працював інструктором промислово-транспортного відділу Московського районного комітету ВКП(б) міста Ленінграда.
У 1952—1955 роках служив у Військово-морському флоті СРСР.
У 1955—1958 роках — інструктор, завідувач промислово-транспортного відділу Московського районного комітету КПРС міста Ленінграда.
У 1958—1960 роках — секретар партійного комітету ленінградського заводу «Електросила» імені Кірова.
У 1960—1963 роках — 1-й секретар Московського районного комітету КПРС міста Ленінграда.
У 1963—1966 роках — заступник головного інженера Ленінградського електромашино-будівельного об'єднання «Електросила» імені Кірова.
У 1966—1969 роках — завідувач відділу організаційно-партійної роботи Ленінградського міського комітету КПРС.
У 1969—1971 роках — завідувач відділу організаційно-партійної роботи Ленінградського обласного комітету КПРС.
У 1971—1978 роках — голова Ленінградської обласної ради професійних спілок.
У 1978—1981 роках — директор кіностудії «Ленфільм» Державного комітету СРСР із кінематографії в Ленінграді.
29 липня 1981 — 8 вересня 1989 року — секретар Всесоюзної центральної ради професійних спілок (ВЦРПС).
Потім — на пенсії.
Помер у 2000 році.

## Твори
- Провоторов В. П. На рівні світових стандартів. [Організація роботи об'єднання «Електросила» імені Кірова]. Ленінград, 1966.
- Провоторов В. П. Не тільки що, але й як. Ленінград: Ленвидав, 1968.
- Провоторов В. П. Партійна робота в умовах економічної реформи (на матеріалах Ленінграда). Москва: Знання, 1969.
- Провоторов В. П. Соціалістичне змагання на робочому місці. Ленінград: Ленвидав, 1974.
- Провоторов В. П. Профспілки школа виховання. З досвіду роботи профспілкових організацій Ленінграда та Ленінградської області. Москва: Профвидав, 1977.
- Провоторов В. П. Профспілки в радянському суспільстві: (Структура та функції): [Переклад]. Москва: Видавництво агентства друку «Новини», 1986.

## Нагороди
- орден Жовтневої Революції
- два ордени Трудового Червоного Прапора
- орден Дружби народів
- медалі